# ناتالی ماکوما
ناتالی ماکوما (متولد ۲۴ فوریه ۱۹۸۲) یک خواننده و ترانه‌سرای هلندی با اصالت کنگویی است. او به‌عنوان خواننده اصلی گروه «ماکوما» فعالیت می‌کرد و بعداً به‌صورت مستقل وارد عرصه موسیقی شد.
او در چهارمین فصل مسابقه خوانندگی هلند با نام «آیدلز» شرکت کرد و به فینال راه یافت. در نهایت، او به عنوان نایب قهرمانی به نیکی کرخوف باخت. این موفقیت باعث شد تا او با شرکت سونی BMG قرارداد امضا کند. علاوه بر این، او در برنامه رقص هلندی «Dancing With the Stars» (رقص با ستاره ها) شرکت کرد و در آنجا نیز به مقام دوم دست یافت (سال ۲۰۰۹). همچنین، او در پروژه موسیقی «Masterclass De Mattheus» (مستر کلاس د متیو) حضور داشت.

## پیشه
در عهد جدید / ماکوماناتالی ماکوما در سال ۱۹۹۳ خوانندگی را با گروه خانوادگی خود آغاز کرد، زمانی که این گروه با نام «Nouveau Testament» (عهد جدید) شناخته می‌شد. بعدها، نام گروه به «ماکوما» تغییر یافت. این گروه از هفت عضو تشکیل شده بود که شامل سه برادر، سه خواهر و یک فرد غیرخانوادگی (که دوست‌پسر یکی از خواهران بود) می‌شد. آنها در خواندن به زبان‌های لینگالا، انگلیسی و فرانسوی بسیار موفق عمل کردند و محبوبیت زیادی کسب کردند.
وقتی ناتالی چهارده ساله بود، به همراه خانواده‌اش به هلند بازگشت و تحصیل در رشته اجرای صحنه‌ای را در «Rockacademie» در شهر تیلبورگ آغاز کرد. در همین دوران، گروه ماکوما به اجرای برنامه‌های خود ادامه داد و موفقیت‌های بیشتری کسب کرد، به‌طوری که به کشورهای مختلف دنیا سفر کردند. به دلیل موفقیت‌های گسترده گروه، ناتالی مجبور شد تحصیل خود را رها کند تا به طور کامل روی موسیقی و اجراها متمرکز شود.
در سال ۲۰۰۲، گروه ماکوما جایزه بهترین گروه موسیقی آفریقایی را در جوایز موسیقی کورا آفریقای جنوبی کسب کرد. این موفقیت باعث شد تا آنها در عرصه موسیقی گاسپل به شهرت جهانی دست یابند و به یکی از گروه‌های مطرح در این سبک تبدیل شوند.
حرفه انفرادی در اوایل زندگیبه عنوان خواننده اصلی، ناتالی همچنین سعی کرد از سال 2002 با آلبوم اولیه خود در مورد ایمان (2002) یک حرفه موسیقی انفرادی را توسعه دهد. این آلبوم با عنوان GoGospel Edition (2003) با قطعات اضافی منتشر شد.  در سال 2004، او ماکوما را ترک کرد تا در انگلستان و سپس در ایرلند مستقر شود. در سال 2005، او دومین آلبوم انفرادی به نام نور را دیدم منتشر کرد.

## تلویزیون واقعیت

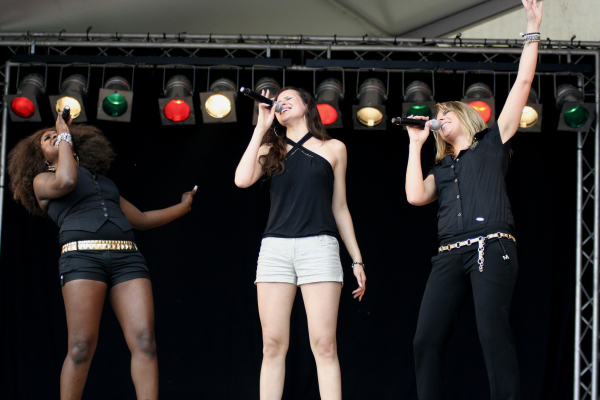
اجرا در طول Idol ، از چپ به راست ناتالی ماکوما، شارلین مولنبرگ و نیکی کرخوف

آیدلزدر سال‌های ۲۰۰۷ تا ۲۰۰۸، ناتالی ماکوما برای شرکت در فصل چهارم مسابقه هلندی آیدلز به هلند بازگشت و پس از نیکی کرخوف، به مقام نایب قهرمانی دست یافت. هیئت داوران او را «تینا ترنر جدید» و «ملکه واقعی رقص» لقب دادند. در طول مسابقه، گروه خانوادگی او، ماکوما، به عنوان مهمان در فینال حضور یافت و ناتالی همراه با آنها آهنگ «Ola Olé» را به زبان انگلیسی اجرا کرد. پس از پایان مسابقه، ناتالی با شرکت سونی BMG قرارداد ضبط موسیقی امضا کرد و تور گسترده‌ای در هلند برگزار کرد که در طول یک سال، بیش از ۱۵۰ اجرا را شامل می‌شد.
رقص با ستاره هادر سال ۲۰۰۹، ناتالی ماکوما به همراه شریک رقص خود، پیتر، در نسخه هلندی برنامه «رقص با ستاره ها» شرکت کرد. او به فینال این مسابقه راه یافت و پس از جامای لومان (برنده سابق آیدلز) و شریک رقصش، گوئینت ون راین، به مقام دوم دست یافت. این موفقیت، جایگاه او را به‌عنوان یک هنرمند چندوجهی در عرصه موسیقی و اجرا تثبیت کرد.
مسترکلاس د متیودر سال ۲۰۱۰، ناتالی ماکوما در فصل دوم برنامه «De Mattheus Masterclass» شرکت کرد. این برنامه از هنرمندان غیرکلاسیک دعوت می‌کرد تا موسیقی باخ را در کلیسای سنت ویتوسکرک در شهر هیلورسوم اجرا کنند. حضور ناتالی در این برنامه، نشان‌دهنده تنوع هنری و توانایی‌های او در سبک‌های مختلف موسیقی بود.

## حرفه انفرادی
در دسامبر ۲۰۰۸، ناتالی ماکوما در برنامه «Alles is Kerst» شبکه RTL 4 شرکت کرد. در این برنامه، او به همراه خواننده‌ای به نام بریس، آهنگ «All I Want for Christmas Is You» از ماریا کری را اجرا کرد. این حضور، بخشی از فعالیت‌های متنوع او در عرصه موسیقی و تلویزیون بود.
تک‌آهنگ اصلی ناتالی ماکوما پس از مسابقه «آیدلز»، ترانه‌ای با عنوان «I Won't Forget» بود. این آهنگ توسط دی‌جی مشهور، پل ون دایک، نیز ریمیکس شد و در آلبوم انفرادی ناتالی با نام «Dance4Life» قرار گرفت. دومین تک‌آهنگ او با عنوان «I Just Wanna Dance» منتشر شد که ترکیبی از سبک‌های R&B، پاپ و رقص بود و ادامه‌دهنده مسیر موفقیت‌آمیز او در عرصه موسیقی به‌شمار می‌رفت.
در سال ۲۰۱۰، ناتالی ماکوما شرکت سونی BMG را ترک کرد و به‌عنوان یک خواننده مستقل به فعالیت خود ادامه داد. او در این دوران به دنبال خلق موسیقی جهانی بود. در سال ۲۰۱۴، او با شرکت ضبط موسیقی «NM HOUSE MUSIC» قرارداد امضا کرد و تک‌آهنگ جدید خود با عنوان «One More Try» را در آگوست ۲۰۱۴ منتشر کرد. این حرکت، فصل جدیدی از فعالیت‌های موسیقایی او را رقم زد.

## دیسکوگرافی

### آلبوم ها با ماکوما
(برای جزئیات و لیست آهنگ های آلبوم های ماکوما ، به دیسکوگرافی ماکوما مراجعه کنید)
- 1999: Nzambe na Bomoyi (عیسی برای زندگی)
- 2000: ماکوما
- 2000: عزیزم بیا
- 2002: موکونزی نا باکونزی (پادشاه پادشاهان)
- 2005: Na Nzambe Te, Bomoyi Te (همچنین با نام وقتی عیسی نباشد، زندگی نیست نیز شناخته می شود)

### آلبوم های انفرادی ناتالی ماکوما
- 2002:  ایمان
  - لیست آهنگ:

1. "زمان شفا دهنده است"
2. "ریتم عشق تو"
3. "ایمان"
4. "گرد و غبار احمق ها"
5. "با خدا حرف بزن"
6. "به قلبت گوش کن"
7. "تو"
8. "غلت زدن به اوج"
9. "خارج از تاریکی"
10. "زمانش فرا رسیده است"
11. "عشق من واقعی است"
12. "من می توانم نور را ببینم"

- 2003:  ایمان - نسخه GoGospel
  - همان لیست آهنگ به اضافه آهنگ های جایزه

1. "میخوام که بدونی"
2. "تالا ندنگه (دعا)"
3. "Talk with God" [زنده] (نسخه Gogospel)
4. "Talk With God" [زنده] (تکرار نسخه Gogospel)

- 2005: من نور را دیدم
  - لیست آهنگ:

1. "خوشحالم که زنده ام"
2. "تو یه دوست داری"
3. "به خودم نگاه میکنم"
4. "راه من"
5. "عاشق نام تو بودن"
6. "روشنی خواهد بود"
7. "می فهمم"
8. "بمان"
9. "توی زندگیم دوستت دارم"
10. "اول بودن"
11. "من آنجا خواهم بود"
12. "به تو، برکت خواهم داد"
13. "فیض شگفت انگیز"

### آلبوم هایی به عنوان ماکوما با حضور ناتالی ماکوما
- ارباب شیرین من (2000)

### EPs
- 2005: خوشحالم که زنده ام (زنده)
  - لیست آهنگ

1. خوشحالم که زنده ام"
2. "خوشحالم که زنده ام" (نسخه ای)
3. "اول بودن"

### مجردها
| سال  | عنوان                 | برجسته         | اوج موقعیت های نمودار | اوج موقعیت های نمودار | آلبوم |
| سال  | عنوان                 | برجسته         | NLD هلندی 40 تا       | NLD مجرد 100 تا       | آلبوم |
| ---- | --------------------- | -------------- | --------------------- | --------------------- | ----- |
| 2009 | "فراموش نمی کنم"      | -              | 42 1                  | 12                    |       |
| 2010 | " فقط می خواهم برقصم" | -              | 57 2                  |                       |       |
| 2015 | "پاپا جی"             | -              |                       |                       |       |
| 2016 | "اموکولو"             | -              |                       |                       |       |
| 2017 | "ای مابه"             | آویلو لونگومبا |                       |                       |       |
| 2017 | "Dis Moi Simplement"  | شهر تکو یانگ   |                       |                       |       |

- 1 : «فراموش نمی‌کنم» به رتبه 2 در Tipparade هلند رسید که معادل جایگاه 42 در 40 برتر هلند است.
- 2 : "فقط میخواهم برقصم" به رتبه 17 در مسابقات هلندی Tipparade رسید که برابر با رتبه 57 در 40 تاپ هلند است.

برجسته در
| سال  | آهنگ                                         | آلبوم         |
| ---- | -------------------------------------------- | ------------- |
| 2008 | "زنده ماندن" ( گوردون با حضور ناتالی ماکوما) | آهنگی برای تو |

## همچنین ببینید
- ماکوما

## لینک های خارجی
- وب سایت رسمی ناتالی ماکوما
- Natahlie Makoma وب سایت رسمی قبلی
- ناتالی ماکوما مای اسپیس
- توییتر ناتالی ماکوما